# 465

## Decese
- 14 august: Libius Severus  (n. 420)
- dată necunoscută: Valamir  (n. 420)